# Just Eat
Just Eat是一家在線點餐及配送公司，總部設於英國，並在歐洲、亞洲、大洋洲、美洲的13個國家開展有業務。Just Eat提供平台可以讓顧客搜索當地可外帶的餐廳，並可選擇在餐廳取餐或配送。現在Just Eat納斯帕斯富时100指數的構成公司之一。Just Eat由五個丹麥人在丹麥創建於2000年，並在2001年8月開始業務。
2014年4月3日，Just Eat在倫敦證券交易所掛牌上市
2015年5月14日Just Eat以約6.87億美元收購澳州外賣平臺Menulog，進軍新西蘭和澳大利亞市場。
2016年12月16日JustEat以2億英鎊（2.51億美元）現金收購Delivery Hero英國分公司業務hungryhouse，同時JustEat將於6610萬英鎊（8300萬美元）（1.1億加元）收購加拿大的外賣創企SkipTheDishes
2019年4月18日just Eat以670萬英鎊（874萬美元）收購位於以色列的銷售點（POS）創業公司Practi Technologies
2019年7月29日荷蘭Takeaway.com以0.0974股換一股JustEat股票，相當於每股7.31英鎊，收購JustEat，
合併后的新公司將命名為JustEatTakeaway，其中JustEat股東將持新公司約52.2%股份，收購總價為50億英鎊（62億美元）
2019年10月24日納斯帕斯旗下消費互聯網集團Prosus以每股710便士現金收購，比Takeaway.com提出的換股交易有20%溢價，斥資
49億鎊（約497億港元）現金，敵意收購英國餐飲外賣平台Just Eat。

## 外部連結
- Just-Eat Holding （页面存档备份，存于）